# Ali Lotfi
Ali Lotfi Ibrahim Mostafa (in arabo علي لطفي‎?; Il Cairo, 14 ottobre 1989) è un calciatore egiziano, portiere dello ZED.

## Carriera

### Club
Muove i suoi primi passi nel settore giovanile dell'ENPPI. Esordisce in prima squadra l'11 dicembre 2009 contro il Petrojet. Il 24 gennaio 2018 firma un contratto di quattro anni e mezzo con l'Al-Ahly valido fino al 2022. Nel 2020 conquista uno storico treble, vincendo il campionato, la coppa nazionale e la CAF Champions League.
Il 28 luglio 2023 firma un triennale con lo ZED.

### Nazionale
Dopo aver preso parte da titolare ai Mondiali Under-20 svolti in Egitto nel 2009, il 5 giugno 2015 viene convocato dal CT Héctor Cúper in vista degli impegni contro Malawi e Tanzania. Esordisce tra i pali della selezione egiziana l'8 giugno contro il Malawi.

## Statistiche

### Presenze e reti nei club
Statistiche aggiornate al 28 luglio 2023.
| Stagione        | Squadra         | Campionato      | Campionato | Campionato | Coppe nazionali | Coppe nazionali | Coppe nazionali | Coppe continentali | Coppe continentali | Coppe continentali | Altre coppe | Altre coppe | Altre coppe | Totale | Totale |
| Stagione        | Squadra         | Comp            | Pres       | Reti       | Comp            | Pres            | Reti            | Comp               | Pres               | Reti               | Comp        | Pres        | Reti        | Pres   | Reti   |
| --------------- | --------------- | --------------- | ---------- | ---------- | --------------- | --------------- | --------------- | ------------------ | ------------------ | ------------------ | ----------- | ----------- | ----------- | ------ | ------ |
| 2009-2010       | ENPPI           | PL              | 7          | -8         | CE              | 0               | 0               | -                  | -                  | -                  | -           | -           | -           | 7      | -8     |
| 2010-2011       | ENPPI           | PL              | 0          | 0          | CE              | 1               | -1              | -                  | -                  | -                  | -           | -           | -           | 1      | -1     |
| 2011-2012       | ENPPI           | PL              | 8          | -5         | -               | -               | -               | CC                 | 4                  | -6                 | -           | -           | -           | 12     | -11    |
| 2012-2013       | ENPPI           | PL              | 0          | 0          | CE              | 3               | -2              | CC                 | 0                  | 0                  | SE          | 0           | 0           | 3      | -2     |
| 2013-2014       | ENPPI           | PL              | 1          | -2         | CE              | 2               | -1              | -                  | -                  | -                  | -           | -           | -           | 3      | -3     |
| 2014-2015       | ENPPI           | PL              | 22         | -19        | CE              | 0               | 0               | -                  | -                  | -                  | -           | -           | -           | 22     | -19    |
| 2015-2016       | ENPPI           | PL              | 11         | -14        | CE              | 3               | -4              | CC                 | 4                  | -3                 | -           | -           | -           | 18     | -21    |
| 2016-2017       | ENPPI           | PL              | 23         | -22        | CE              | 1               | 0               | -                  | -                  | -                  | -           | -           | -           | 24     | -22    |
| 2017-gen. 2018  | ENPPI           | PL              | 11         | -13        | CE              | 0               | 0               | -                  | -                  | -                  | -           | -           | -           | 11     | -13    |
| Totale ENPPI    | Totale ENPPI    | Totale ENPPI    | 83         | -83        |                 | 10              | -8              |                    | 8                  | -9                 |             | 0           | 0           | 101    | -100   |
| gen.-giu. 2018  | Al-Ahly         | PL              | 2          | -1         | CE              | 0               | 0               | ACC+CCL            | 0                  | 0                  | SE          | -           | -           | 2      | -1     |
| 2018-2019       | Al-Ahly         | PL              | 3          | -4         | CE              | 1               | -2              | ACC+CCL            | 0+1                | -1                 | SE          | 0           | 0           | 5      | -7     |
| 2019-2020       | Al-Ahly         | PL              | 4          | 0          | CE              | 0               | 0               | CCL                | 3                  | -1                 | SE          | 0           | 0           | 7      | -1     |
| 2020-2021       | Al-Ahly         | PL              | 8          | -11        | CE              | 1               | -1              | CCL                | 1                  | 0                  | SE+SA+Cmc   | 0           | 0           | 10     | -12    |
| 2021-2022       | Al-Ahly         | PL              | 7          | 0          | CE              | 1               | 0               | CCL                | 3                  | -2                 | SE+SA+Cmc   | 0+0+3       | -2          | 14     | -4     |
| 2022-2023       | Al-Ahly         | PL              | 5          | 0          | CE              | 0               | 0               | CCL                | 2                  | 0                  | SE+Cmc      | 0           | 0           | 7      | 0      |
| Totale Al-Ahly  | Totale Al-Ahly  | Totale Al-Ahly  | 29         | -16        |                 | 3               | -3              |                    | 10                 | -4                 |             | 3           | -2          | 45     | -25    |
| 2023-2024       | ZED             | PL              | 0          | 0          | CE              | 0               | 0               | -                  | -                  | -                  | -           | -           | -           | 0      | 0      |
| Totale carriera | Totale carriera | Totale carriera | 112        | -99        |                 | 13              | -11             |                    | 18                 | -13                |             | 3           | -2          | 146    | -125   |

### Cronologia presenze e reti in nazionale
| Cronologia completa delle presenze e delle reti in nazionale ― Egitto | Cronologia completa delle presenze e delle reti in nazionale ― Egitto | Cronologia completa delle presenze e delle reti in nazionale ― Egitto | Cronologia completa delle presenze e delle reti in nazionale ― Egitto | Cronologia completa delle presenze e delle reti in nazionale ― Egitto | Cronologia completa delle presenze e delle reti in nazionale ― Egitto | Cronologia completa delle presenze e delle reti in nazionale ― Egitto | Cronologia completa delle presenze e delle reti in nazionale ― Egitto |
| Data                                                                  | Città                                                                 | In casa                                                               | Risultato                                                             | Ospiti                                                                | Competizione                                                          | Reti                                                                  | Note                                                                  |
| --------------------------------------------------------------------- | --------------------------------------------------------------------- | --------------------------------------------------------------------- | --------------------------------------------------------------------- | --------------------------------------------------------------------- | --------------------------------------------------------------------- | --------------------------------------------------------------------- | --------------------------------------------------------------------- |
| 8-6-2015                                                              | Alessandria d'Egitto                                                  | Egitto                                                                | 2 – 1                                                                 | Malawi                                                                | Amichevole                                                            | -1                                                                    |                                                                       |
| Totale                                                                |                                                                       | Presenze                                                              | 1                                                                     |                                                                       | Reti                                                                  | -1                                                                    |                                                                       |

## Palmarès

### Club

#### Competizioni nazionali
- Coppa d'Egitto: 3

ENPPI: 2010-2011
Al-Ahly: 2019-2020, 2021-2022
- Campionato egiziano: 4

Al-Ahly: 2017-2018, 2018-2019, 2019-2020, 2022-2023
- Supercoppa d'Egitto: 3

Al-Ahly: 2018, 2021, 2022

#### Competizioni internazionali
- CAF Champions League: 3

Al-Ahly: 2019-2020, 2020-2021, 2022-2023
- Supercoppa CAF: 2

Al-Ahly: 2020, 2021